# Light Bringer
Light Bringer, stylisé LIGHT BRINGER, est un groupe de heavy metal japonais. Formé en avril 2005, le style musical du groupe est principalement axé sur le power metal mélodique. Il est actuellement composé de cinq membres : quatre musiciens et une vocaliste nommée Fuki qui est en parallèle membre et leader du groupe de rock féminin Doll$Boxx depuis 2012.
Le groupe commence à enregistrer des disques en indépendant avant de passer en major en 2011 sous le label King Records. Le groupe est officiellement mis en sommeil depuis décembre 2014 pour une durée indéterminée.

## Biographie
Light Bringer publie son premier EP indépendant Hertful Message, le 11 novembre 2007. À ses débuts, le groupe publie plusieurs singles dont Diamond <Reflected ver.>, troisième single indépendant sorti le 31 mars 2010 en même temps que le single Upstream Children <Accelerated ver.>. Diamond est une chanson tirée de l'album Tales of Almanac. Tales of Almanac, est leur premier album studio indépendant, sorti le 8 mai 2009. Midnight Cirus, leur deuxième album studio indépendant, est sorti le 29 mai 2010,. La réédition de l'album, intitulée Midnight Circus (Premium Edition) est publiée le 26 janvier 2011.
Genesis, leur premier album studio major, est publié le 18 janvier 2012 et atteint la 28e place des classements hebdomadaires des ventes de l'Oricon. Plus d'un an après, Scenes of Infinity, leur deuxième album studio major, est publié le 29 mai 2013 et atteint la 29e place des classements hebdomadaires des ventes de l'Oricon,.
Le 1er novembre 2014, le groupe annonce sur son site officiel suspendre ses activités pour une durée indéterminée après un dernier concert à partir de décembre suivant. Son troisième album studio major, Monument est sorti quatre jours plus tard. Il atteint la 26e place du classements hebdomadaires des ventes de l'Oricon et reste classé pendant deux semaines,. Le 10 décembre 2014, le groupe publie l'album live Live DVD - The Light Brings the Past Scenes.

## Membres

### Membres actuels
- Fuki - chant
- JaY - guitare
- Hibiki - basse
- Mao - claviers
- yumi (Yumita Hideaki) - batterie

### Anciens membres
- Kazu - guitare
- Seiya - guitare
- Satoru - batterie
- HIDE - guitare
- Ryo - batterie

## Discographie

### Singles
Major